# Wilhelm von Hohenau (1884–1957)
Wilhelm Albrecht Carlotto Alexander graaf von Hohenau (Berlijn, 27 november 1884 - Hamburg, 11 april 1957) was een Duits edelman en springruiter.
Hij was de tweede zoon van Friedrich graaf von Hohenau en Charlotte von der Decken. Zijn vader was de zoon van prins Albert van Pruisen uit diens morganatische verbinding met Rosalie von Rauch. Met haar was hij getrouwd nadat zijn huwelijk met de Nederlandse prinses Marianne was gestrand. Zij was door de koning van Pruisen verheven tot gravin van Hohenau en naar het gebruik van die tijd kregen haar kinderen haar naam en titel. Hij werd vernoemd naar de broer van zijn vader, Wilhelm von Hohenau.
Hij diende in het Pruisische leger en was een niet onverdienstelijk paardrijder. Tijdens de Olympische Spelen van 1912 in Stockholm, behaalde hij - in het team van prins Frederik Karel van Pruisen - een bronzen medaille in het springconcours voor landenteams. Ook in de jaren daaropvolgend bleef Von Hohenau betrokken bij de paardensport. Hij won talloze prijzen en gaf later paardrijlessen en springtrainingen in Hamburg.
Graaf Wilhelm von Hohenau trouwde met Anna Henckel von Donnersmarck, met wie hij twee kinderen had. Uit een later huwelijk, met Ellen Retemaier, kwamen geen kinderen voort.
- Gemeinsame Normdatei: 1034898671
- International Standard Name Identifier: 0000 0004 0970 9657
- Virtual International Authority File: 303713247